# Castello di Chantilly

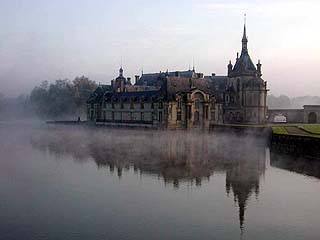
Una foto del castello

Il castello di Chantilly si trova nell'omonima località del Nord della Francia. Di proprietà della potente famiglia dei Montmorency, il castello divenne particolarmente famoso all'epoca del regno di Luigi XIV di Francia per essere stato la residenza ufficiale dei principi di Condé, capeggiati da Luigi, il Grand Condé, uno dei personaggi chiave del periodo della Fronda. Con l'eccezione del Petit Château costruito nel XVI secolo da Jean Bullant, il castello attuale è una ricostruzione del XIX secolo su progetto dell'architetto Honoré Daumet per l'ultimo dei figli del re Luigi Filippo, Enrico d'Orléans, duca d'Aumale (1822-1897), il quale aveva ereditato il castello semidistrutto dopo la Rivoluzione francese e l'aveva riportato all'antico splendore per accogliervi il Musée Condé, un museo pubblico con importanti collezioni di pittura e manoscritti ancora oggi presente.
Al suo interno sono ospitate numerose opere di vari pittori, tra cui Raffaello, Botticelli, Filippino Lippi, Fra Angelico, Hans Memling, Van Dyck, Poussin, Veronese, Watteau ma anche Delacroix o Théodore Géricault; si può affermare con relativa certezza che in Francia il museo sia secondo soltanto al celeberrimo Museo del Louvre di Parigi. Contiene anche una ricca biblioteca con circa 30.000 libri, di cui 12.000 originali del passato, e 1.500 manoscritti tra cui le famose Très riches heures du Duc de Berry e il Libro d'Ore di Étienne Chevalier.
Il castello ospita, dal 1982, il museo vivente del cavallo.
Intorno al castello si gode della visuale di un immenso giardino alla francese, in parte di stile francese e in parte all'inglese. Non manca un fossato pieno d'acqua frequentato da numerosi volatili.

## Storia

### Origini
Chantilly era originariamente una fortezza medievale con sette torri e circondata da fossati, costruito su terreno paludoso della valle del fiume Nonette, in posizione dominante sulla strada che da Parigi conduceva a Senlis. Il castello originariamente apparteneva a Guy de Senlis, "maggiordomo" di re Luigi VI alla fine dell'XI secolo, al punto che la sua famiglia aggiunse tale professione al proprio cognome (Bouteiller de Senlis), e mantenne tale proprietà sino al XIV secolo.
Saccheggiata nel 1358 durante la Jacquerie, la rocca venne venduta nel 1386 da Guy de Laval, erede dei Bouteiller, a Pierre d'Orgemont, ex cancelliere di Carlo V. Questi iniziò la costruzione del castello vero e proprio in quello stesso anno coi lavori terminati nel 1394, dopo la sua morte, dal figlio Amaury. Tale famiglia rimase proprietaria della costruzione per tre generazioni tra XIV e XV secolo. Nel 1484, Pierre III d'Orgemont, rimasto senza eredi, lasciò il castello di Chantilly al nipote Guillaume de Montmorency († 1531).

### Castello sotto i Montmorency

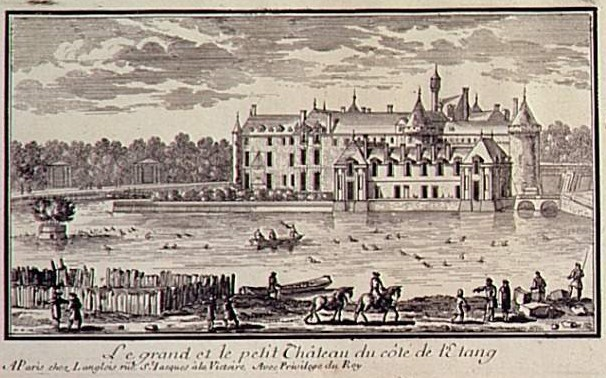
Il grand ed il petit châteaux di Chantilly nel XVII secolo

La potente famiglia di Montmorency fiorì tra il XV ed il XVII secolo ed effettuò sostanziali cambiamenti al castello, modernizzandolo. Il membro più famoso questa famiglia, il conestabile Anne de Montmorency (1492-1567), fece rinnovare la fortezza dall'architetto francese Pierre Chambiges tra il 1528 ed il 1551, e fece quindi realizzare anche un piccolo porto ai piedi della fortezza dall'architetto Jean Bullant, che aveva lavorato anche nel suo castello di Écouen. Nel 1538 fece realizzare in loco la terrazza dove attualmente campeggia la sua statua equestre e fece costruire sette cappelle di cui due sono state mantenute intatte all'interno del parco. Fece inoltre realizzare i primi giardini del castello col chiaro intento di farne non più un fortilizio medievale, ma una vera e propria residenza nobiliare.
Enrico I di Montmorency fece costruire nella parte alta del parco "La Chaumière" (Casa nel bosco) che rimane tutt'oggi, benché modificata nel corso dei secoli. Realizzata per il ricevimento di Enrico IV, questa piccola casa divenne il rifugio del poeta Théophile de Viau quando venne condannato al rogo. Questi ricevette in asilo anche Maria Felicia Orsini che scrisse sotto lo pseudonimo di Silvia (Sylvie) da cui appunto il nome della casa. Il poeta qui trascorse gli ultimi mesi della sua vita (morendovi nel 1626), sotto il patrocinio del maresciallo Enrico II di Montmorency. In rivolta contro l'autorità reale, Enrico II di Montmorency venne giustiziato a Tolosa nel 1632; la sua vedova, Maria Orsini, entrò in convento e le sue proprietà vennero confiscate da Luigi XIII che le ripristinò in gran parte alle sorelle del defunto duca, ma conservò per sé Chantilly. Nel 1643, Anna d'Austria decise di restituire il castello, con apposite lettere patenti, all'ultima sorella di Enrico II, Charlotte de Montmorency, la quale era divenuta nel frattempo moglie di Enrico II di Borbone-Condé, il cui figlio Luigi, il Grand Condé aveva appena vinto la Battaglia di Rocroi contro i protestanti francesi. Chantilly passò quindi alla casata dei Condé, ramo minore della Casa di Borbone.

### Castello sotto i Condé

#### Chantilly al tempo delGrand Condé

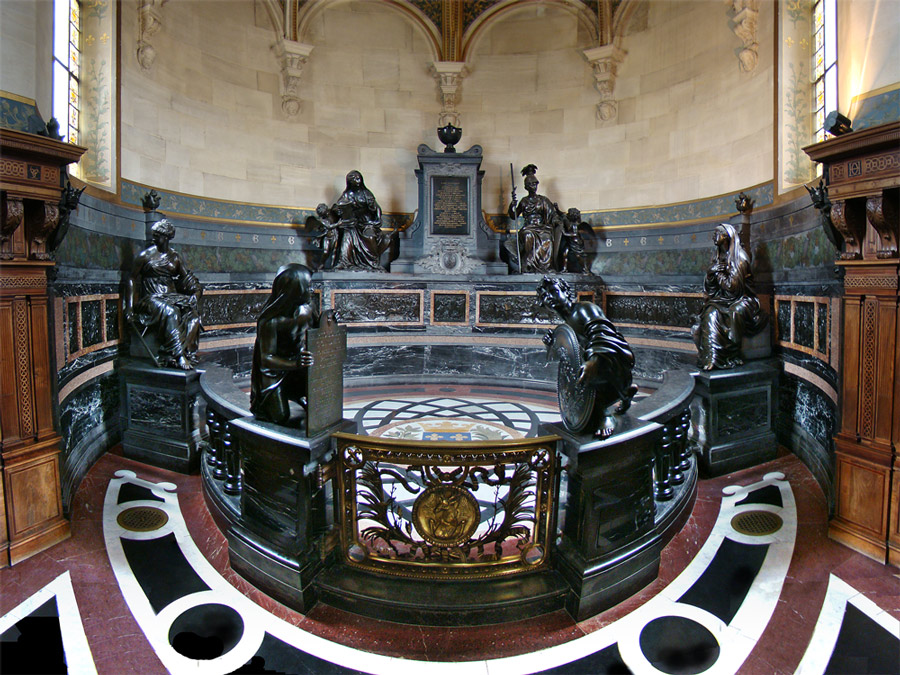
La cappella dei cuori dei principi di Condé

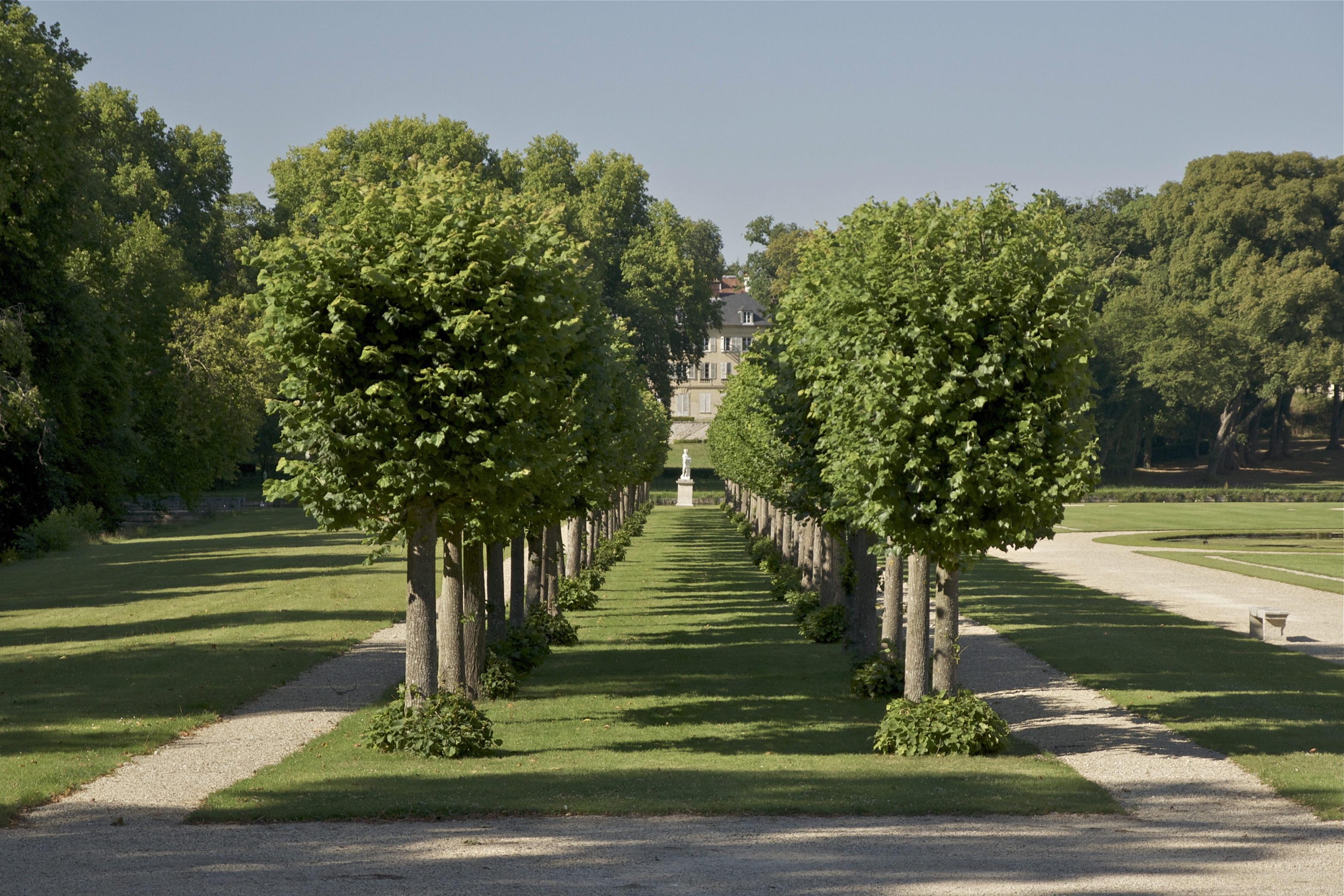
"Allée des Philosophes" nel parco del castello

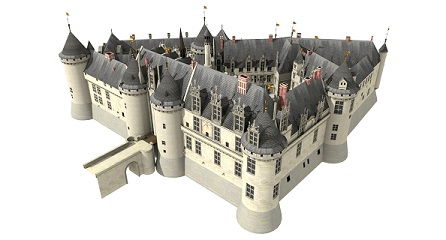
Il castello di Chantilly come appariva nel XVII secolo in un modello 3D

Luigi, il Grand Condé (1621 - 1686), è noto al grande pubblico per essersi schierato apertamente contro il cardinale Mazzarino durante la Fronda e tra le prime azioni che dovette subire vi fu la confisca della sua residenza di Chantilly nel 1652, sequestro che perdurò sino al 1659 con la firma della Pace dei Pirenei e l'ottenimento del perdono reale, data dopo la quale prese probabilmente residenza stabile presso il castello. Lontano da Versailles, Luigi dedicò tutta la sua attenzione ai suoi domini; fece progettare il parco da André Le Nôtre che già aveva lavorato ai giardini di Versailles, facendo derivare l'acqua necessaria dal fiume Nonette per la creazione di un "Grand Canal" (1671 - 1673) oltre a disegnare i parterres nord del castello.
Qui il Grand Condé ricevette scrittori come La Fontaine, La Bruyère, Bossuet, Madame de La Fayette, Madame de Sévigné e proprio in loro onore, i viali che circondano le aiuole realizzate da Le Nôtre prendendo il nome da filosofi e personaggi noti che visitarono il castello. Madeleine de Scudéry, autrice di Clélie, ebbe a dedicare dei versi in francese al castello di Chantilly ed ai suoi rinomati garofani, fiori prediletti del principe di Condé:
La Bruyère prese a modello i visitatori di Chantilly per i personaggi ideali per il proprio saggio, I caratteri, e qui il filosofo Nicolas Malebranche si incontrò con Bossuet per pronunciare l'orazione funebre del suo ospite. Durante due soggiorni a Chantilly, Molière avrà modo di comporre e far rappresentare Le preziose ridicole nel 1659 e poi Il Tartuffo. Il Grand Condé aveva alle proprie dipendenze il famoso maggiordomo e pasticcere François Vatel il quale, in occasione della visita di Luigi XIV al castello nel 1671, realizzò quella che oggi è nota come crema Chantilly, così chiamata proprio in onore al castello ed al suo padrone. Fu qui che nell'aprile del 1671, durante la medesima visita, il Gran Condé suggellò la sua riconciliazione con Luigi XIV ricevendolo nella sua "piccola corte" e proprio secondo Madame de Sévigné fu in questa occasione che Vatel si suicidò vedendo che per il venerdì non era giunta come prevista la consegna attesa di pesce (l'autenticità dell'aneddoto è generalmente ritenuta molto dubbia).
Condé inoltre si dedicò particolarmente ad investire la propria grande fortuna nell'acquisto di dipinti, oggetti d'arte e mobili per arricchire il castello assieme a collezioni di manoscritti e libri rari, andando ad ampliare il già ricco fondo istituito dal conestabile di Montmorency.

#### Abbellimenti del XVIII secolo
(Louis Sarrobert, maestro dei cani da caccia di Chantilly, 1760)

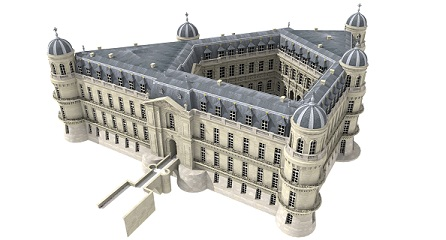
Il castello di Chantilly nel XVIII secolo in un modello 3D

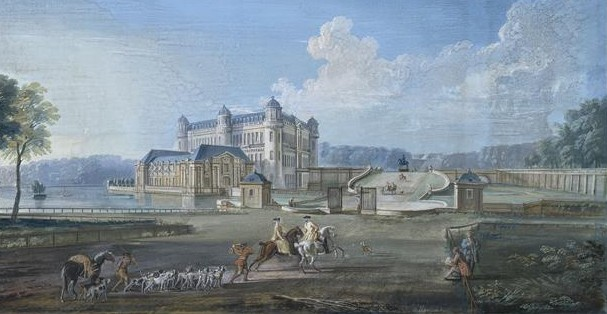
Il castello di Chantilly in un dipinto del XVIII secolo dopo le trasformazioni di Jules Hardouin-Mansart e Jean Aubert.

Verso la fine della sua vita, il Gran Condé incaricò l'architetto Jules Hardouin-Mansart di rinnovare il castello e suo figlio, Enrico III Giulio di Borbone-Condé (1643 - 1709) lo fece ulteriormente modernizzare spendendo somme considerevoli per rimuovere qualsiasi carattere medievale del vecchio edificio. Nel 1721 l'opera venne portata a compimento dall'architetto Jean Aubert. Dal 1723 a 1726, egli lavorò nuovamente per Luigi Enrico di Borbone-Condé (1692 - 1740) per la realizzazione delle Grandi Scuderie del castello. Ministro di Luigi XV dal 1723 al 1725, Luigi Enrico amò particolarmente Chantilly (dove decise di esiliarsi definitivamente dal 1726) e per questo avviò anch'egli una serie di lavori in questo senso per restaurare il castello: fece ridecorare gli appartamenti del Petit Chateau da pittori del calibro di Oudry, Desportes, Huet e Nattier, con paesaggi naturali, e creò inoltre la manifattura di porcellana di Chantilly.
Dal 1720 il duca fece inoltre realizzare nella zona boschiva ad est del castello il cosiddetto Petit Parc o Parc Caboutière in onore di un edificio qui edificato all'epoca di Luigi XIII per far acclimatare i tulipani olandesi importati in Francia dall'avvocato francese Antoine Caboud. Il giardino venne dotato anche di un grande gioco da tavolo al naturale con diverse stazioni (un ponte, un pozzo, una prigione, ecc.) che fu una delle maggiori attrazioni del castello.
Nel 1773 venne disegnato un giardino "anglo-cinese" che venne inaugurato ufficialmente il giorno di Pasqua del 1775 con la costruzione anche di un villaggio fittizio comprensivo di sette casette, il quale servirà poi da ispirazione per quello del Petit Trianon di Maria Antonietta a Versailles.

#### Distruzione al tempo della Rivoluzione

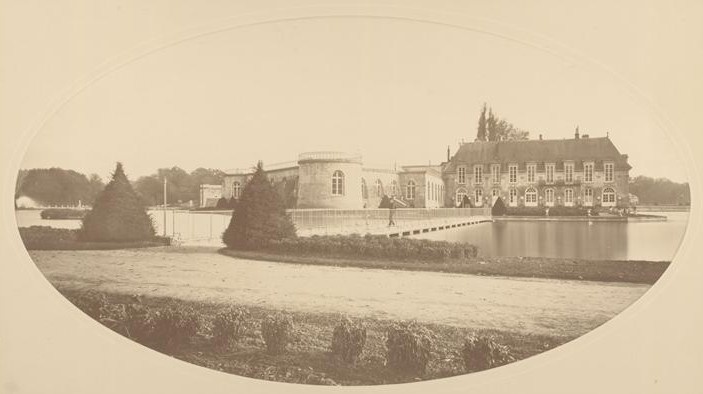
Il castello di Chantilly prima della ricostruzione del Château Neuf.

Con l'inizio della Rivoluzione francese, Louis V Giuseppe di Borbone-Condé decise di emigrare all'estero dopo la 
Presa della Bastiglia del 17 luglio 1789. Il castello di Chantilly gli venne sequestrato il 13 giugno 1792 sulla base della "Legge dei migranti" emessa quell'anno che appunto poneva sotto sequestro come bene della nazione ogni proprietà in Francia di quanti avessero abbandonato il suolo, scegliendo l'esilio anziché sottostare alle regole della repubblica francese. Il castello venne invaso da un gruppo di guardie nazionali, svuotato dei suoi arredi ed il Petit Chateau venne trasformato in una prigione durante il periodo del Terrore, mentre i giardini di Le Nôtre vennero danneggiati a causa della scarsa manutenzione. La prima parte del terreno del castello venne venduto in lotti tra il 1793 ed il 1795, mentre il restante venne venduto in vasti appezzamenti nel 1798.
Nel 1799, coloro che avevano acquistato l'edificio del castello, si impegnarono a demolirlo completamente di modo da ricavarne dei materiali da costruzione. Del complesso vennero risparmiati solo il Petit Chateau e le Grandes Écuries, ritirate dal mercato prima di poter essere distrutte.
Durante il periodo napoleonico, Chantilly divenne appannaggio di Hortense de Beauharnais che possedeva anche il vicino Castello di Saint-Leu. Col crollo del dominio di Napoleone e la Restaurazione borbonica in Francia nel 1814, Luigi Giuseppe rientrò in possesso della propria tenuta e poté fare ritorno dal proprio esilio, ma ormai anziano di 78 anni, non poté fare altro che riprendere possesso del castello che fece sommariamente riparare, non riuscendo comunque a ripristinare il parco che ora appariva tagliato in due dal passaggio della strada che collegava Chantilly con Vineuil-Saint-Firmin, creata all'epoca della Rivoluzione. Per nascondere la presenza di questa strada e meglio amalgamarla al resto del parco che venne ricostruito attorno ad essa, il figlio Luigi Enrico, principe di Condé, vi fece realizzare un parco all'inglese creato tra il 1817 e il 1820 dall'architetto Victor Dubois.

### Tenuta del duca di Aumale

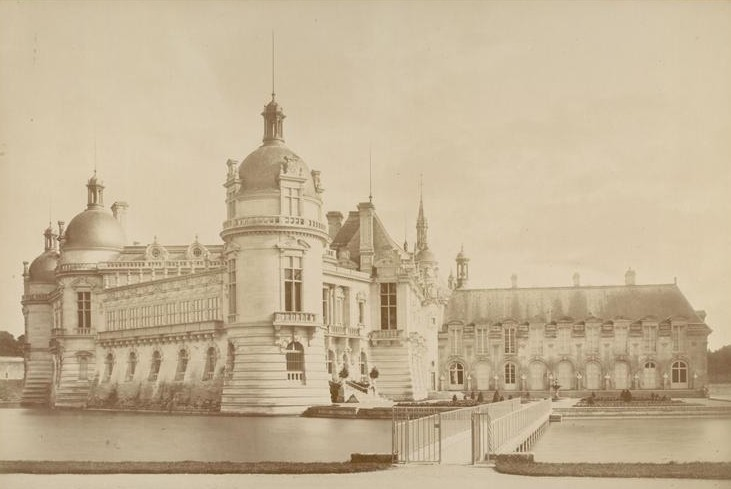
Il Château Neuf visto dal giardino.

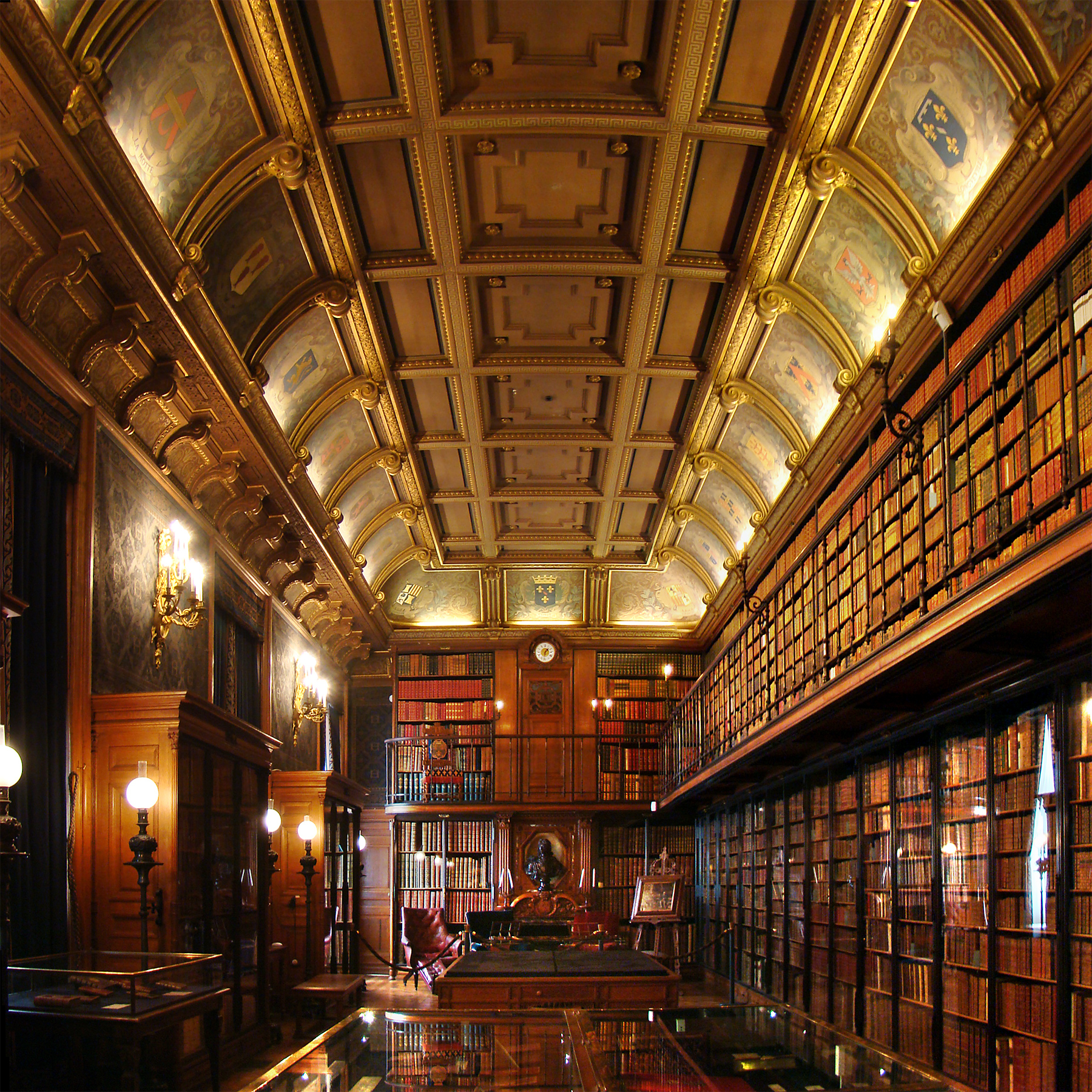
Il cabinet des Livres

Nell'agosto del 1830, con la morte del IX e ultimo principe di Condé, Luigi VI Enrico di Borbone-Condé, uno dei principali proprietari terrieri in Francia, nominò suo erede Enrico d'Orléans, duca d'Aumale, penultimo figlio di re Luigi Filippo, dal momento che il suo stesso figlio, il duca di Enghien, era stato fucilato a suo tempo nel fossato di Vincennes per ordine di Napoleone Bonaparte.
Quello che il duca d'Aumale ereditò, però, era un castello quasi completamente livellato al livello del piano terra e pertanto da subito egli si impegnò per ricostruirlo integralmente, progetto che però non riuscì a portae a compimento in quanto, dopo la caduta della Monarchia di luglio, venne costretto all'esilio dal 1848 sino al 1870 a Twickenham, nei pressi di Londra, dove si dedicò al collezionismo di libri antichi e rari (800 volumi aux armes, 760 manoscritti, 670 incunaboli, 1.460 stampati dal 1501 al 1550 e 9150 tra volumi del XVII e del XIX secolo), oltre a dipinti, disegni e oggetti d'arte, oggi conservati nel castello di Chantilly. Tornò in Francia nel 1871, rimasto nel frattempo vedovo e perduti entrambi i suoi figli in giovane età, e qui portò con sé anche altre collezioni di sua proprietà come i 3504 volumi della biblioteca di suo padre del castello di Bizy (Eure), che a sua volta comprendeva quella del bibliofilo italiano Melzi. Dal 1876 al 1882 il duca, che ancora poteva comunque contare su una copiosa ricchezza personale, avviò dunque il progetto di ricostruzione del castello partendo dalle sue vecchie fondamenta, su progetto dell'architetto Honoré Daumet, come luogo ove porre le sue collezioni. L'ultimo grande evento di famiglia che ebbe luogo presso il castello si svolse nell'aprile del 1896, ovvero il matrimonio tra Margherita d'Orleans, figlia del duca di Chartres, e Patrice de Mac Mahon, II duca di Magenta, figlio del maresciallo Mac Mahon.
Il 7 maggio 1897 il duca morì e lasciò l'intero castello e la sua proprietà in legato all'Institut de France con l'obbligo di aprirvi il Museo Condé, stabilendo nel testamento che nessuna opera potesse mai essere prestata. Tale clausola, tuttora rispettata, fa sì che i capolavori conservati a Chantilly siano sempre visibili in loco (tranne che in caso di restauri), senza che siano mai entrati nel circuito delle mostre d'arte.

Panorama dell'entrata del castello di Chantilly

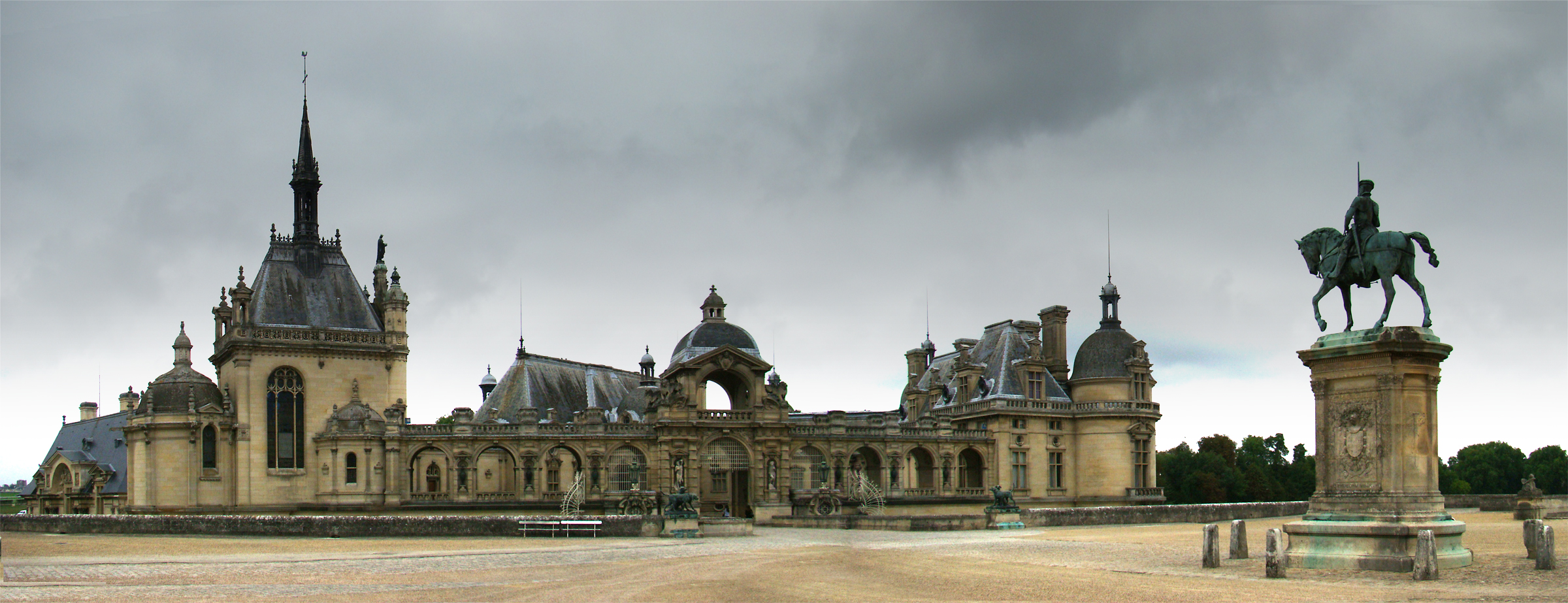
L'entrata del castello, guardata dalla statua equestre di Anne de Montmorency.

### Restauri moderni
Il World Monuments Fund ha incluso il sito del castello di Chantilly nel 1998 nei propri elenchi per attirare l'attenzione internazionale sulle infiltrazioni d'acqua e l'alta umidità nella "Galleria delle azioni del signor principe" e nuovamente nel 2002 per le precarie condizioni dell'intera residenza. I fondi per il restauro giunsero subito da diverse fonti, tra cui American Express e Assicurazioni Generali. Successivamente, in risposta all'appello per il restauro del castello, l'Aga Khan ha donato 40.000.000 di euro, più della metà dei 70.000.000 richiesti dall'Institut de France per completare il progetto. Nel 2008 il World Monuments Fund ha completato i restauri e la struttura ha potuto essere nuovamente riaperta al pubblico.

## Architettura

### Petit ChâteaueChâteau Neuf

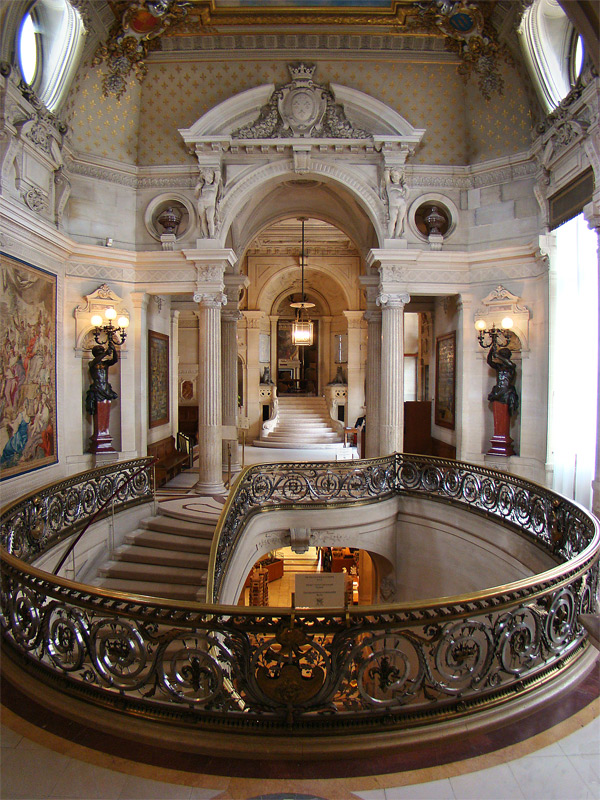
Il vestibolo d'onore

Della fortezza medievale degli Orgemont ad oggi rimangono solo le basi delle torri su quello che oggi è noto come Petit Chateau eretto dal conestabile Anne de Montmorency nel 1551, che oggi è la parte più antica del castello.
Il Petit Château comprende, al primo piano, dei grandi appartamenti di rappresentanza. Questi includono due camere arredate nel XIX secolo (l'"Anticamera" e la "Sala della Guardia"), realizzate sull'antico braccio d'acqua che separava il Petit Chateau dal Grand Chateau di Chantilly, oltre agli appartamenti dei principi di Condé decorati attorno al 1720 da Jean Aubert che comprendono anche la camera del duca, un gabinetto d'angolo, la "Galleria delle azioni del signor principe" ed il salone della musica. Al piano terra del Petit Château si trovano gli appartamenti privati del duca e della duchessa di Aumale, decorati dal pittore romantico Eugène Lami tra il 1844 ed il 1846 poco dopo il matrimonio della coppia. Questo è uno dei pochi appartamenti principeschi risalenti al monarchia di luglio, che è rimasto intatto.

### Castello di Enghien

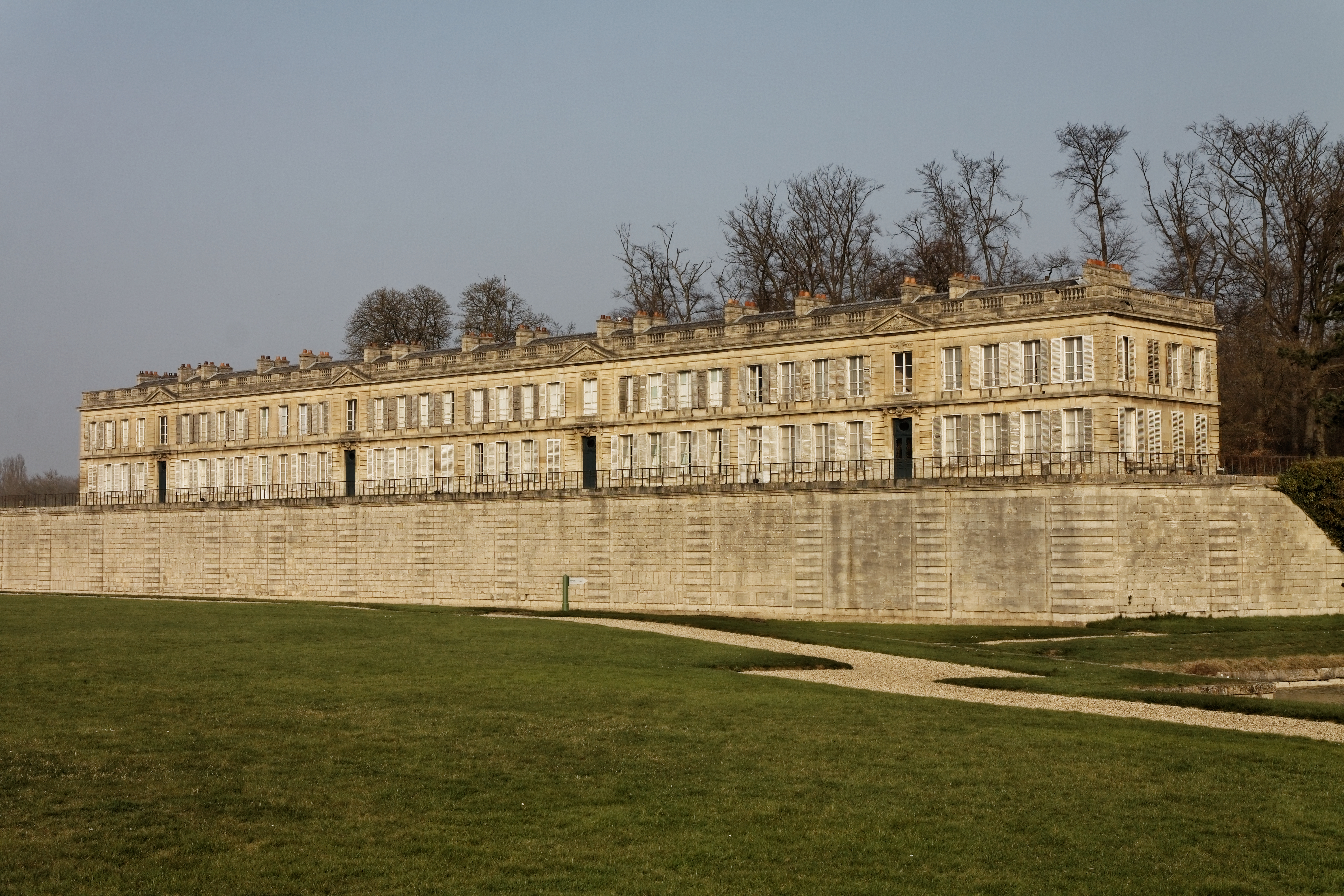
Il castello di Enghien costruito nel 1769 dall'architetto Jean-François Leroy.

Questo edificio è realizzato nei pressi della foresta del castello, proprio davanti al castello. Costruito nel 1769 dall'architetto Jean-François Leroy, la sua funzione originale era quella di accogliere degnamente gli ospiti del principe di Condé che avessero soggiornato. Esso prese il nome a Luigi Antonio di Borbone-Condé, duca d'Enghien, figlio dell'ultimo principe di Condé, che prese residenza stabile in questo edificio con la sua nutrice dalla sua nascita nel 1772.
Composto da una successione di quattro appartamenti il cui ingresso in facciata è evidenziato tramite l'uso di frontoni triangolari, è coronato da una balaustra ed oggi ospita la residenza del curatore del Musée Condé, e di tre membri dell'accademia del collegio dei conservatori (attualmente Pierre-Jean Rémy de l'Académie française, che è stato rimpiazzato da Alain Decaux, Yves Boiret de l'Académie des beaux-arts, Jean-François Jarrige de l'Académie des Inscriptions et Belles-Lettres).

### Campo da tennis
Il campo da tennis è stato costruito dal 1756 all'interno di un edificio coperto con decorazioni scolpite in facciata per mano di Henri-Nicolas Cousinet. Questo è stato uno dei primi edifici costruiti appositamente per il gioco e venne inaugurato ufficialmente il 26 ottobre 1757. Esso comprende la sala gioco effettivo e un'ulteriore sala dove i giocatori avevano modo di cambiarsi e prepararsi. Nel corso del XIX secolo, la sala divenne un salone d'esposizione ed ancora oggi accoglie un modello in scala del castello e del suo parco come dovevano apparire nel XVII secolo, prima dei rifacimenti settecenteschi ed ottocenteschi.

### Casa di Sylvie

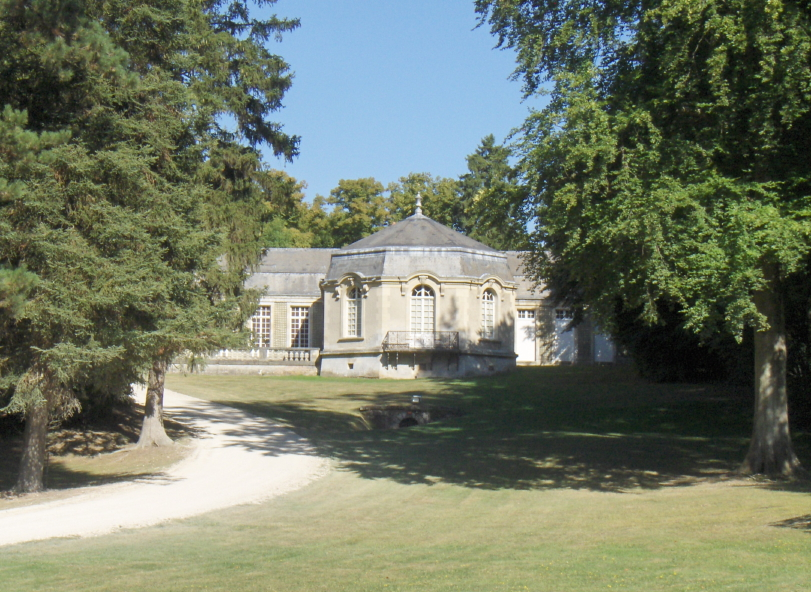
La Casa di Sylvie

Questa casa venne costruita all'interno del parco nel 1604 da Enrico I di Montmorency. L'edificio ospitò dal 1623 il poeta Théophile de Viau, protetto di Enrico II di Montmorency. La moglie del duca, Maria Felicia Orsini, venne qui regolarmente a visitarlo e da allora la casa prese il nome di Sylvie.

### Grandes Écuries

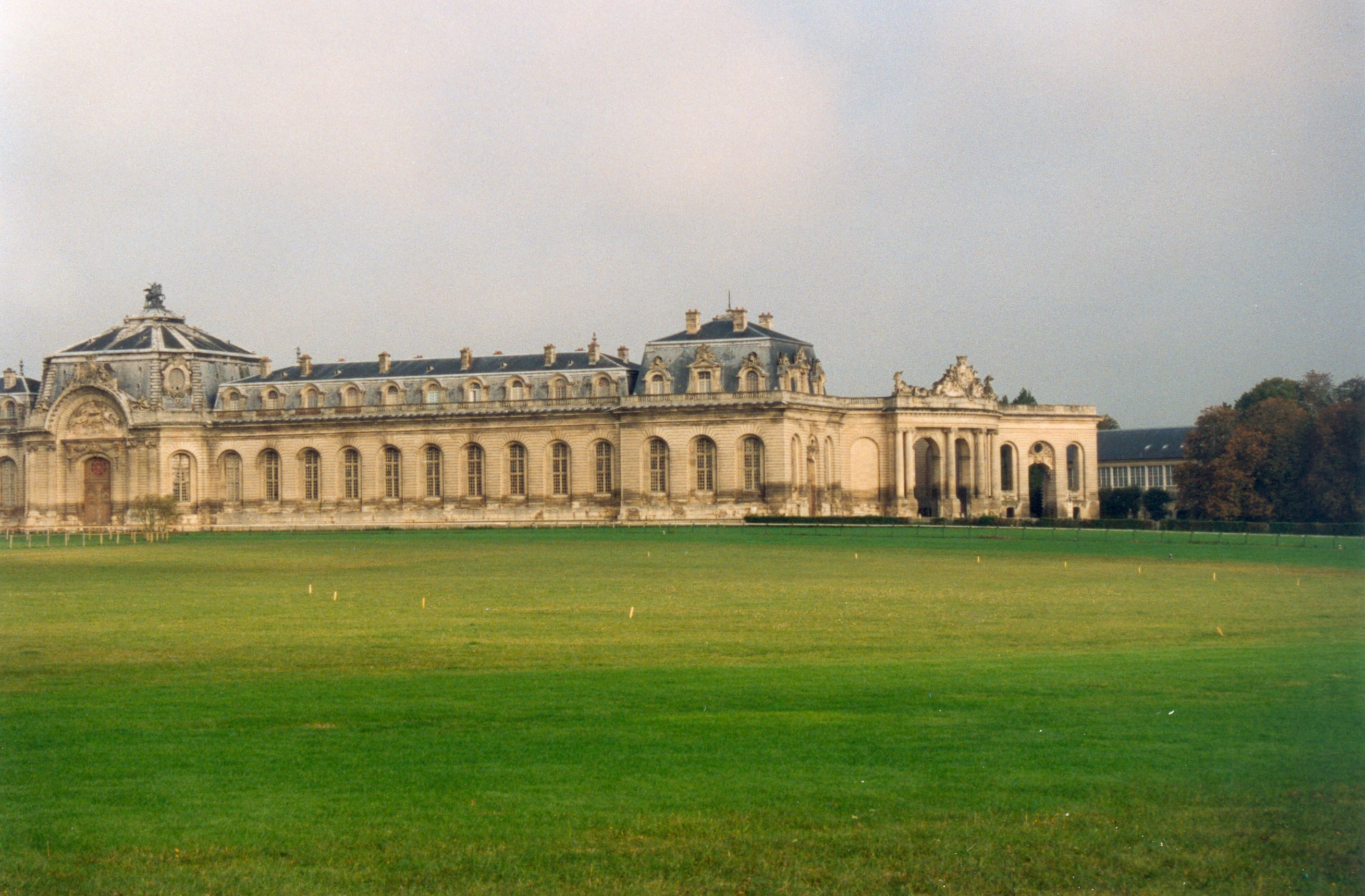
Le Grandes Écuries

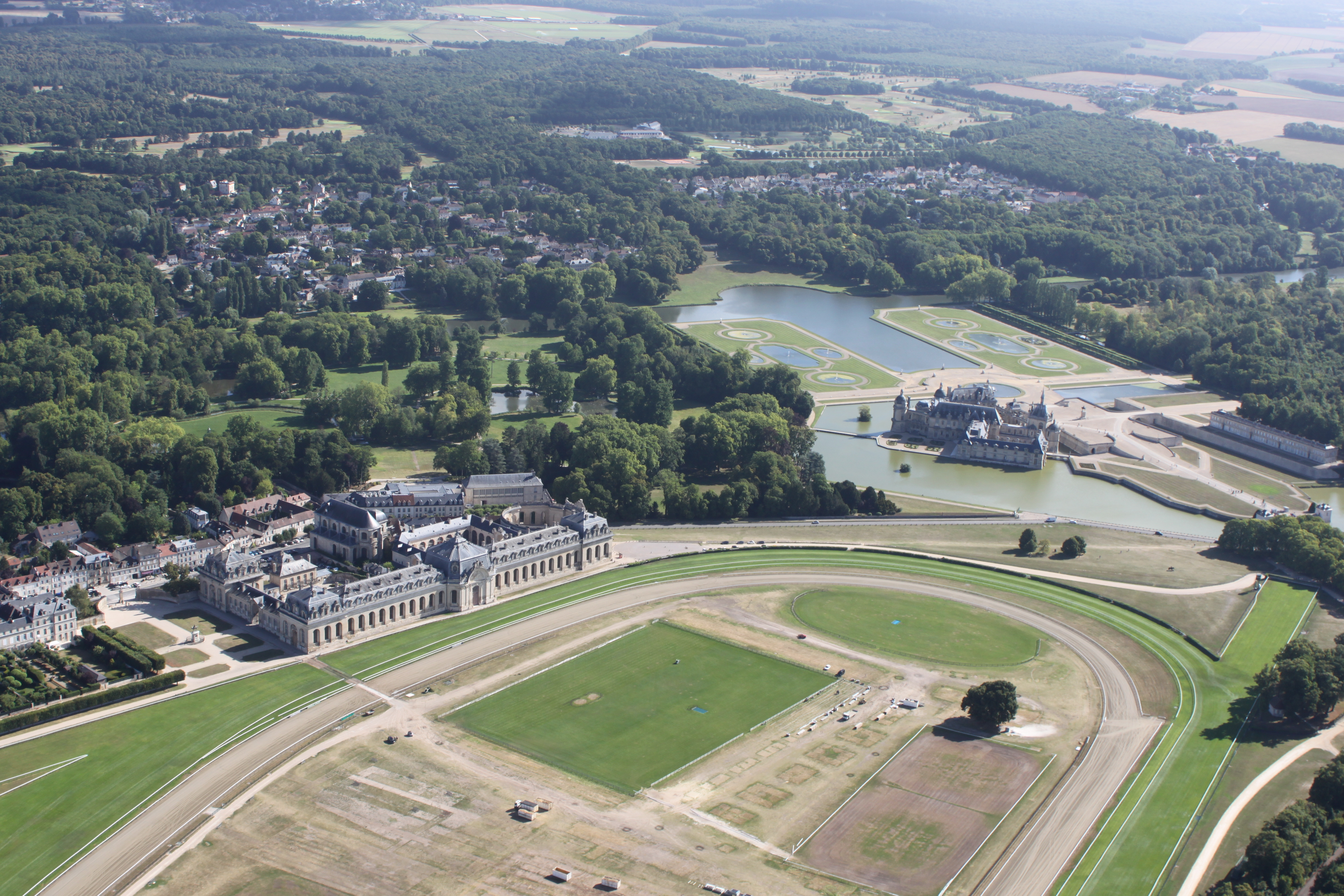
Le Grandes Écuries viste dall'alto col castello sullo sfondo

Le Grandes Écuries (grandi scuderie) vennero costruite dall'architetto Jean Aubert tra il 1719 ed il 1740. Lunghe 186 metri in facciata, ancora oggi stupiscono per le eccezionali dimensioni e per la loro magnificenza. Il principe di Condé ne andava così fiero da non esitare a ricevervi per una cena di gala sotto la grande cupola di 28 metri Luigi XV, il futuro zar Paolo I di Russia e Federico II di Prussia. Le scuderie potevano dare alloggio a 240 cavalli e 500 cani, utilizzati quotidianamente per le cacce nella foresta di Chantilly.
Nel 1982, venne qui aperto il Museo del cavallo per opera di Yves Bienaimé che qui organizzò la prima dimostrazione equestre. Dal 2006 le scuderie sono state riunite al castello per merito di Karim Aga Khan IV nell'intento di creare la Fondazione per la Salvaguardia del dominio di Chantilly. Il museo è stato completamente ristrutturato nel 2013.

## Parco

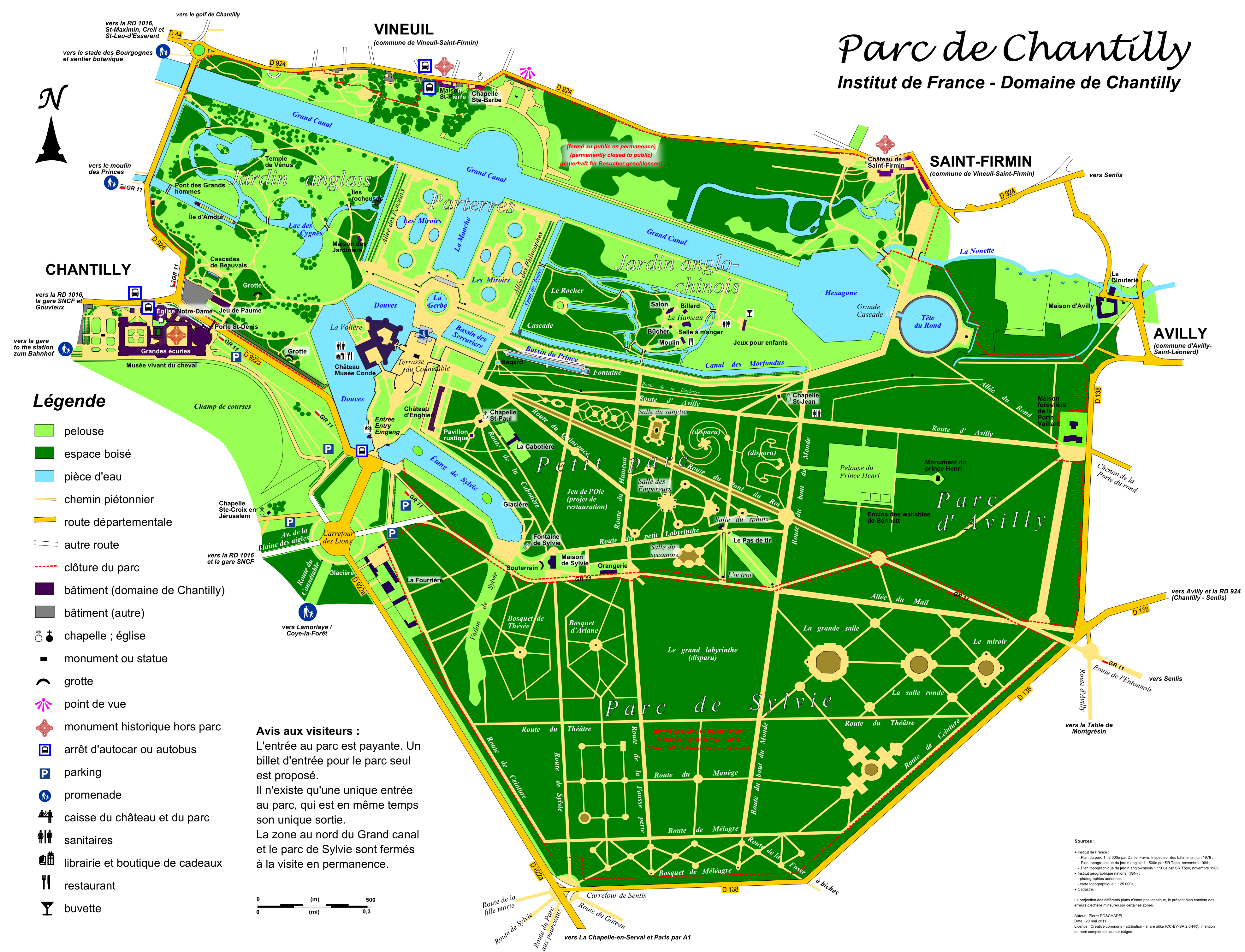
Pianta del parco di Chantilly.

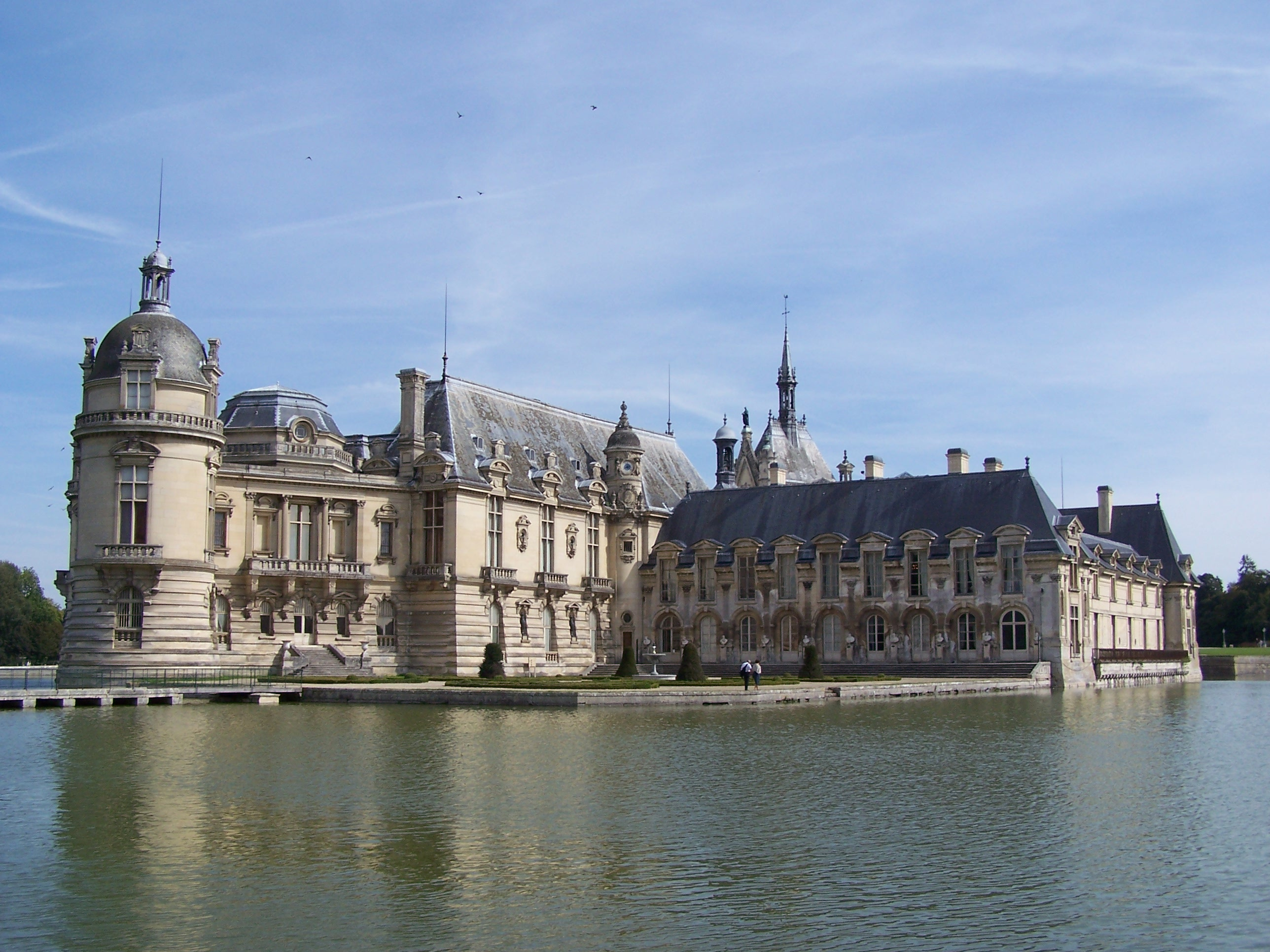
La facciata nord del castello.

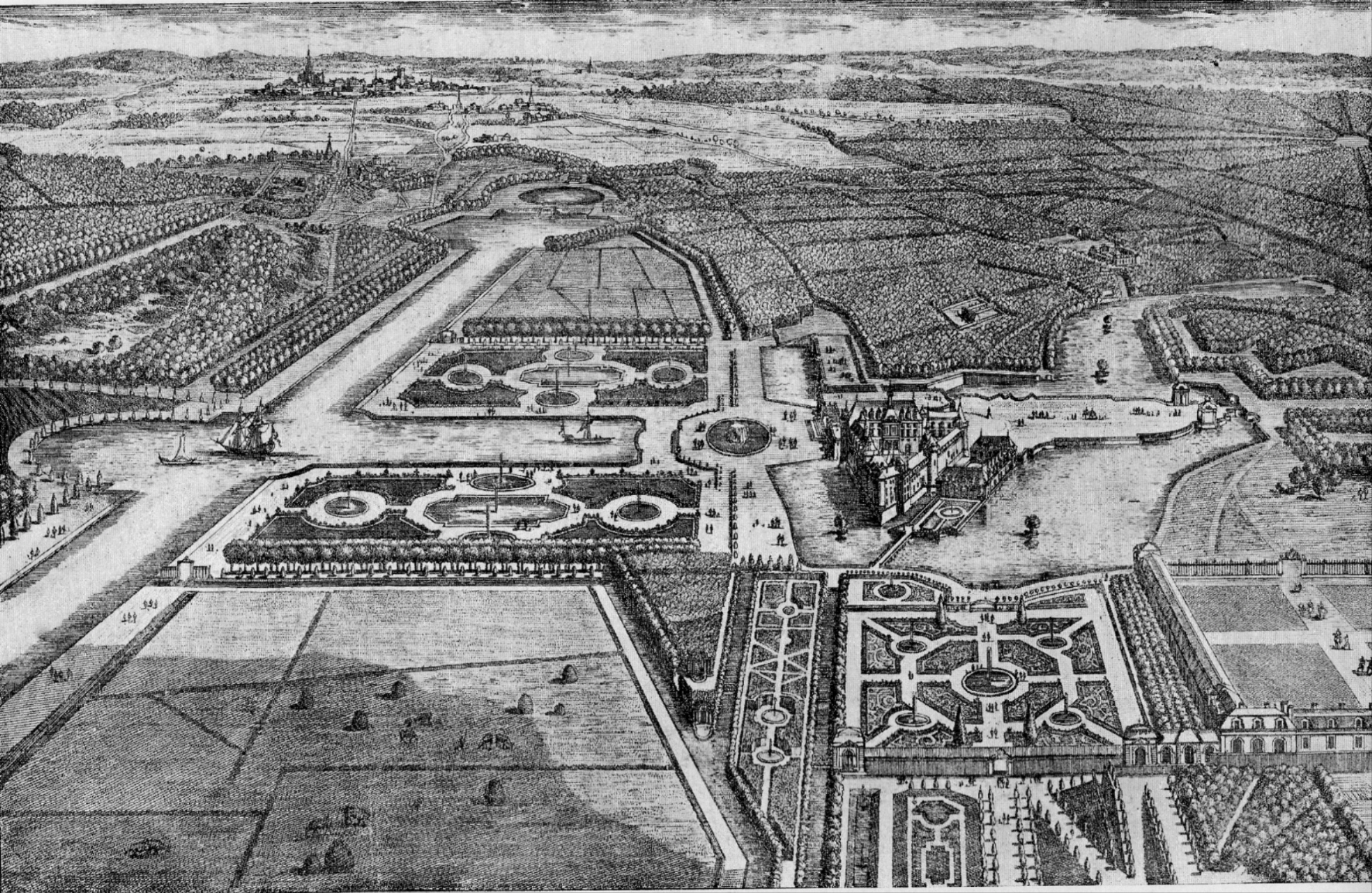
Incisione dei giardini di Le Nôtre e del castello di Chantilly.

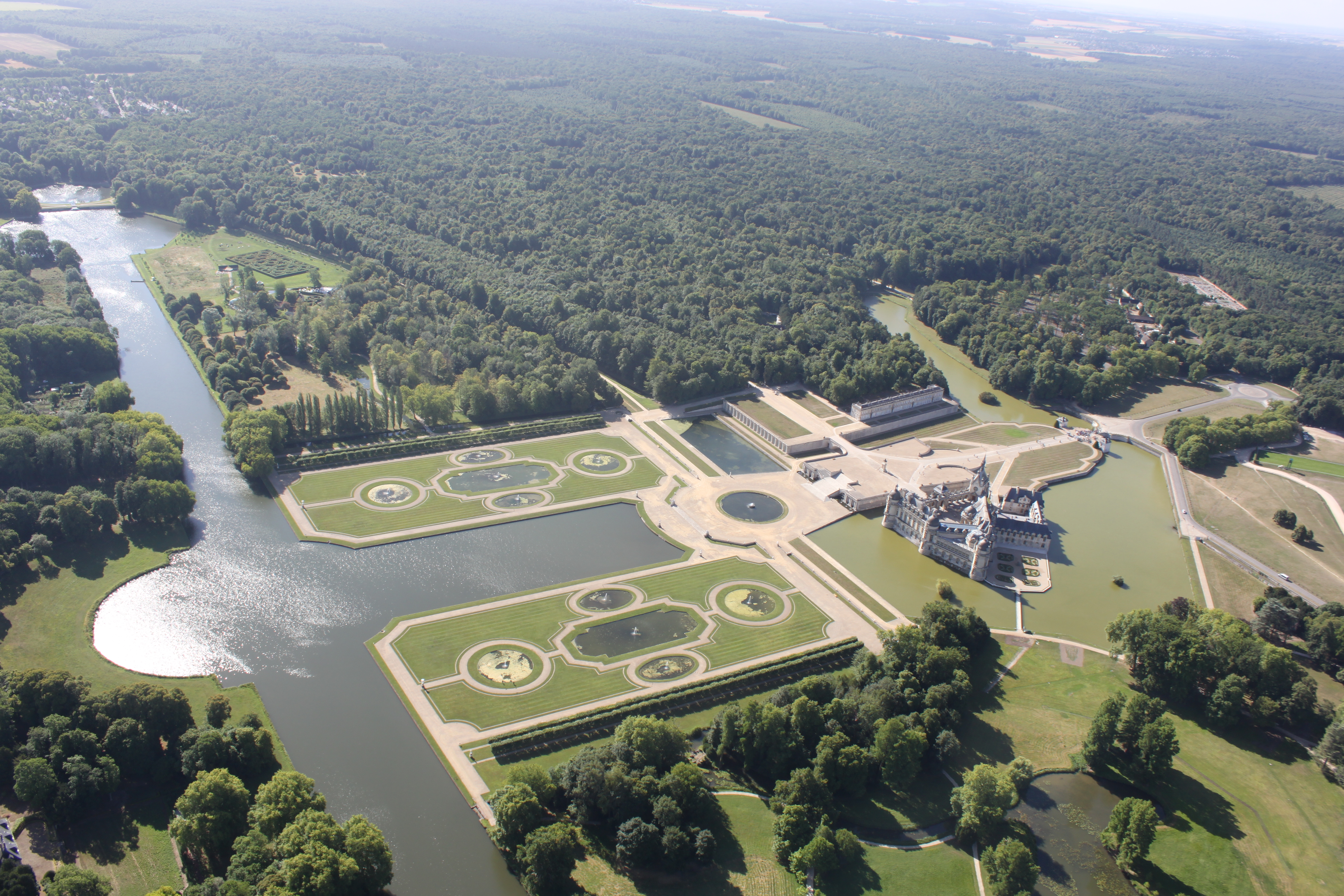
I giardini ed il parco del castello di Chantilly visti dall'alto

Il parco di Chantilly copre un'estensione di 115 ettari, di cui 25 ettari sono composti da fontane e 60 ettari costituiscono il parco di Sylvie. La foresta di Chantilly, che si estende per 6310 ettari, è parte integrante del dominio del castello.

### Giardino di Le Nôtre
Chantilly fu la creazione preferita di Le Nôtre. Come da sua abitudine, egli strutturò il parco su due assi perpendicolari: il primo, Nord-Sud, dalla terrazza edificata dal conestabile di Montmorency sino alla fine del parco, la seconda, Est-Ovest, occupata dal Grand Canal.
Tra la terrazza ed il Grand Canal, a Nord del castello, Le Nôtre creò dei parterres "alla francese". Questi parterres sono decorati con fontane, vasi e statue in pietra, la maggior parte datati al XIX secolo e rappresentanti personaggi illustri che visitarono il castello. I parterres avevano originariamente forma trapezoidale che aveva lo scopo di rendere più vasta la prospettiva del castello. Questo effetto, ad ogni modo, è andato completamente perduto con le ricostruzioni del XIX secolo che ha dato loro la forma di rettangoli perfetti.
Sull'altra sponda del Grand Canal trova posto l'anfiteatro di Vertugadin, luogo ove venne ritrovata una copia della Venere d'Arles.

### Petit Parc
Il Petit Parc o "parc de La Cabotière", è situato su un terrapieno calcareo. Spazio di transizione tra l'ambiente della foresta e quello del parco, venne predisposto da Le Nôtre che tracciò personalmente i sentieri locali ed i boschetti per rendere meno netto il passaggio tra i due ambienti. Qui nel 1679 venne realizzato anche un labirinto che venne distrutto verso il 1770.
Nel XVIII secolo questa parte del giardino divenne luogo di divertimenti per la corte del principe di Condé. Nel 1738-39 qui venne realizzato un Gioco dell'oca gigantesco dove i giocatori stessi svolgevano la parte delle pedine. e si muovevano su un sentiero a spirale di 2 km di lunghezza di cui ancora oggi sono visibili alcuni elementi come un pozzo, un ponte e altri elementi che rappresentavano le diverse caselle. Il gioco, una delle principali attrattive del parco e particolarmente in voga nel XVII secolo, venne raso al suolo dal principe di Condé nel 1770 quando questa moda poteva ormai dirsi sorpassata. Attualmente la direzione del museo del castello sta pensando di ricostruire questo gioco dell'oca nell'area ormai ridotta a semplice prato.

### Giardino anglo-cinese
Ad est dei parterres di Le Nôtre, nel 1772 l'architetto Jean-François Leroy realizzò un giardino anglo-cinese. Costellato da una serie di piccoli edifici e piccoli canali percorribili a bordo di apposite piroghe, ancora oggi possono essere osservate alcune di queste strutture come ad esempio una piccola torre, piccoli ponti in pietra.
Nel 1774 vi venne costruito l'hameau de Chantilly, un villaggio di case rustiche composto da sette edifici di cui cinque sono rimasti in piedi sino ai nostri giorni: un salone, una sala da biliardo, una sala da pranzo, una cucina e un mulino; gli ambienti erano usati come sale per le feste e i piaceri estivi del principe.

### Giardino all'inglese
Addossato alla strada che corre da Chantilly a Vineuil-Saint-Firmin e Creil, si trova il giardino all'inglese, disegnato dall'architetto Victor Dubois nel 1817, incorporando alcune vestigia facenti parte della precedente sezione del parco progettata da Le Nôtre (l'Isola dell'Amore, le fontane di Beauvais). Tra i luoghi più noti di questa parte si trova il "Tempio di Venere".

## Programmazione culturale

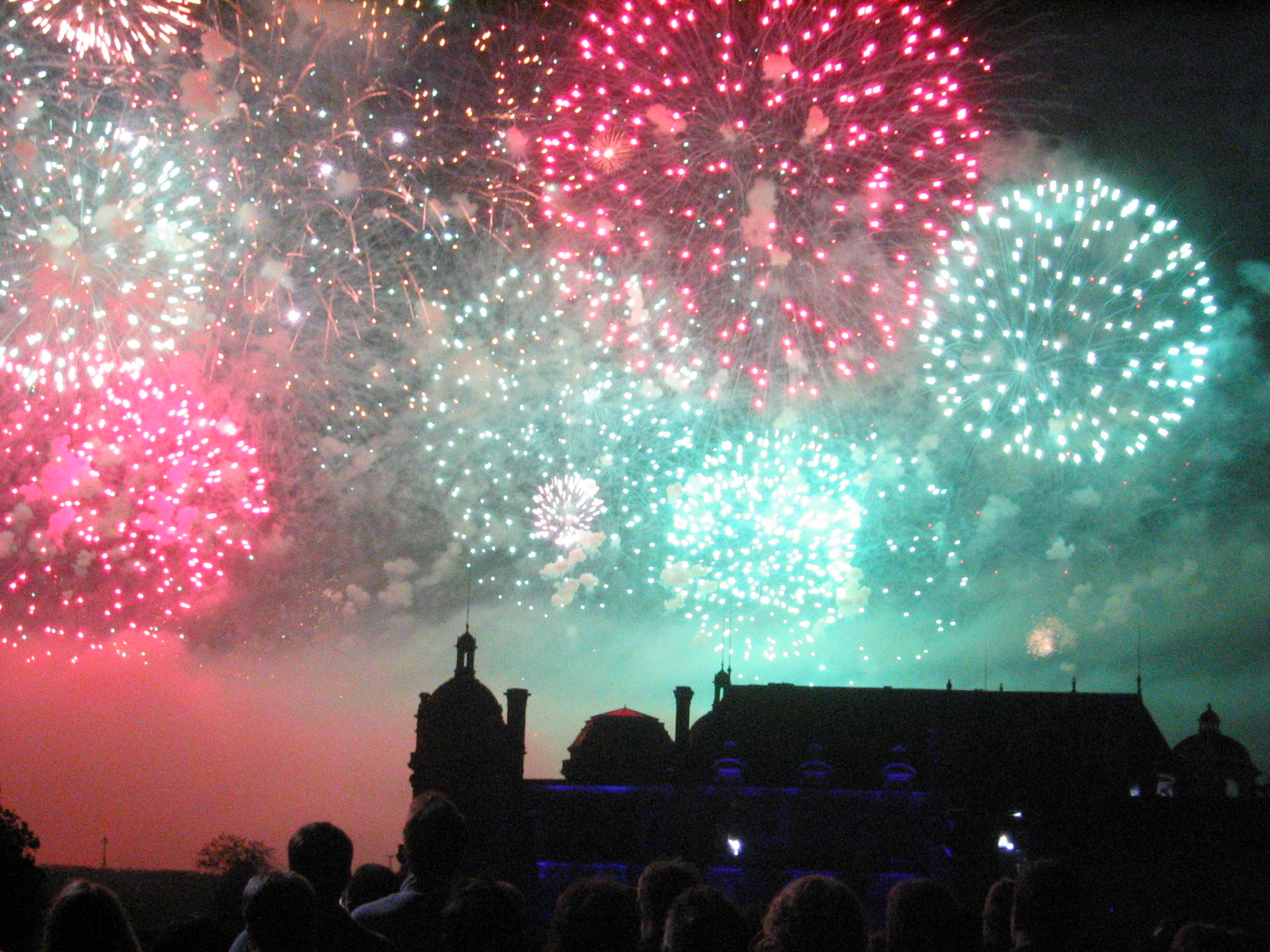
Il festival delle Nuits de feu nel 2008

A partire dal 1991, il castello di Chantilly accoglie uno spettacolo di fuochi d'artificio. Col nome di « les Nuits de feu », è organizzato dal comitato dipartimentale del Turismo dell'Oise e si tiene ogni due anni. Rinominata « les Feux de Chantilly », la nuova festa si è tenuta per l'ultima volta la notte tra il 17 ed il 18 giugno 2011.
Nel 2011, la fondazione del castello ha iniziato la sua partecipazione al festival « Jardins en scène », organizzata dal Consiglio regionale della Piccardia, tra la fine di giugno e l'inizio di luglio, con degli spettacoli che si svolgono annualmente nei suoi giardini. Un'opera (Madame Butterfly) è stata programmata nel settembre 2011. Il complesso del castello partecipa anche alle Giornate europee del patrimonio dove l'accesso al parco è completamente gratuito a tutti i visitatori, mentre il castello rimane visitabile a pagamento.

## Castello nei media

### Filmografia
- Alcune scene del film I giovani leoni, del 1958, sono state girate al castello[14].
- Nel 1962, il sito di Chantilly ha accolto la produzione di alcune scene del film Il giorno più lungo.
- Le Grandes Écuries di Chantilly appaiono nel telefilm del 1965 dal titolo Dom Juan ou le Festin de Pierre di Marcel Bluwal.
- Nel 1966, il castello di Chantilly appare nel film La meravigliosa Angelica.
- Alcune scene del film inglese Due per la strada (Two for the Road, 1967) sono state girate al castello.
- Nel 1985, il castello, l'ippodromo e le scuderie di Chantilly, sono state utilizzate per il film 007 - Bersaglio mobile della saga di James Bond[15].
- Alcune scene del film Arsenio Lupin (2004) sono state girate al castello.
- Nel 2005, alcune scene del film Marie Antoinette di Sofia Coppola sono state girate nella corte interna del castello.
- 2012 : La cuoca del presidente di Christian Vincent
- 2012 : Addio mia regina (film) di Benoît Jacquot

### Videogiochi
Il castello è usato come ambientazione nella mappa "Blitz nella sala da ballo" nel videogioco Battlefield 1

### Filatelia
- Il 21 giugno 1969, venne emesso un francobollo postale del valore di 0,85 franchi francesi rappresentava il castello di Chantilly, disegnato e inciso da Albert Decaris[16].
- Il 26 febbraio 2007, venne emesso un francobollo postale del valore di 0,54 euro rappresentante il castello di Chantilly[17].